# Nicola Provenza
Nicola Provenza (Salerno, 5 maggio 1960) è un politico e allenatore di calcio italiano.

## Biografia
Figlio dell'ex sindaco di Salerno Vittorio Provenza, ha conseguito la laurea in medicina e si è specializzato in gastroenterologia.

## Attività politica
Alle elezioni politiche del 2018, Provenza viene eletto deputato alla Camera fra le file del Movimento 5 Stelle, nel collegio maggioritario di Salerno. Durante la XVIII legislatura, è membro della 12ª Commissione Affari sociali.
Il 9 dicembre 2021, le commissioni Affari sociali e Giustizia della Camera dei Deputati approvano un disegno di legge, di cui Provenza è stato co-relatore (insieme ad Alfredo Bazoli), volto a regolamentare le procedure per il suicidio assistito secondo quanto previsto da una sentenza della Corte costituzionale del 2019; la bozza del ddl è nata dall’accorpamento di varie proposte presentate negli anni da partiti politici di centro-sinistra e di centro, includendo anche alcune modifiche richieste dai partiti di centro-destra, ma è stata criticata dall'Associazione Luca Coscioni, che ha inviato ai parlamentari alcuni emendamenti.
La discussione del testo alla Camera inizia il 13 dicembre seguente, e la proposta di legge viene approvata dall'aula il 10 marzo 2022, con 253 voti a favore, 117 contrari e un'astensione. Tuttavia, il ddl non viene mai discusso al Senato lungo il resto della XVIII legislatura.

## Carriera da allenatore
Durante la sua carriera da allenatore di calcio, Provenza ha guidato come tecnico diverse squadre della sua regione (Angri, Nocerina, Sorrento e Aversa Normanna , giovanili Salernitana ) , oltre a Vigor Lamezia, Catanzaro, Gela, Campobasso e Fondi.